# Port lotniczy Nakuru
Port lotniczy Nakuru (IATA: NUU, ICAO: HKNK) – port lotniczy położony w Nakuru. Jest 6. co do wielkości portem lotniczym w Kenii.